# Racing Libertas Club 1912-1913
Questa pagina raccoglie i dati riguardanti il Racing Libertas Club nelle competizioni ufficiali della stagione 1912-1913.

## Stagione
Il Racing Club Libertas inaugura il nuovo campo di calcio in occasione del primo match internazionale della stagione ospitando il F.C. Montreux domenica 29 settembre 1912 perdendo l'amichevole 0-1.
Il campo, realizzato dietro la ditta "Isotta Fraschini", era cintato con una palizzata su tre dei quattro lati mentre il quarto coincideva con il fiume Olona.
Il campo, affittato dal Comune di Milano alle società richiedenti, fu utilizzato fino alla stagione 1932-1933 anche dalle riserve dell'Ambrosiana-Inter.
Un libro relativo ai derby del Milan che elenca tutti i campi sportivi milanesi su cui ha giocato il Milan, uscito di recente, ha erroneamente definito il campo di via Monte Rosa attribuendolo nel 1912 ad altra squadra milanese non avendo reperito la data di inaugurazione.

## Risultati

### Prima Categoria

#### Girone ligure-lombardo

##### Girone di andata
| Arbitro: | Borda (Torino) |

|                                |           |                |
| Santamaria 43’ Fresia 55’, 89’ | Marcatori | 78’, 85’ Weiss |

| Arbitro: | Scamoni (Milano) |

|             |           |                                  |
| Binaghi 65’ | Marcatori | 30’ Roberts 90’ (rig.) De Vecchi |

| Arbitro: | Cattaneo (Milano) |

|  |           |              |
|  | Marcatori | 36’ Eastwood |

| Arbitro: | Pippo (Genova) |

|             |           |                                                            |
| Bellosi 55’ | Marcatori | 27’, 34’, 57’ Bontadini 62’ Gama 84’ (aut.) Weiss 87’ Aebi |

| Arbitro: | Terzolo (Milano) |

|                       |           |                  |
| Binaghi 38’ Weiss 87’ | Marcatori | 3’, 13’ Pizzi II |

##### Girone di ritorno
| Arbitro: | Cattaneo (Milano) |

|            |           |                                         |
| Ciotti 49’ | Marcatori | 18’, 31’, 34’, 82’ Sardi 38’ Santamaria |

| Milano 2 marzo 1913 7ª giornata | Milan              | 2 – 0 A tav. | Racing Libertas | Campo Milan di Porta Monforte\| Arbitro: \| U. Meazza (Milano) \| |
| Arbitro:                        | U. Meazza (Milano) |              |                 |                                                                   |

| Arbitro: | Scamoni (Milano) |

|                                       |           |             |
| Eastwood 20’, 39’ Grant 40’, 87’, 89’ | Marcatori | 53’ Moretti |

| Arbitro: | Cattaneo (Milano) |

|                                          |           |  |
| Aebi 6’, 85’, 87’ Gama 12’ Bontadini 40’ | Marcatori |  |

| Arbitro: | Terzolo (Milano) |

|                                       |           |  |
| Tonini 42’ Pizzi II 80’ Soldera I 87’ | Marcatori |  |

## Statistiche

### Statistiche di squadra
| Competizione    | Punti | In casa | In casa | In casa | In casa | In casa | In casa | In trasferta | In trasferta | In trasferta | In trasferta | In trasferta | In trasferta | Totale | Totale | Totale | Totale | Totale | Totale | DR  |
| Competizione    | Punti | G       | V       | N       | P       | Gf      | Gs      | G            | V            | N            | P            | Gf           | Gs           | G      | V      | N      | P      | Gf     | Gs     | DR  |
| --------------- | ----- | ------- | ------- | ------- | ------- | ------- | ------- | ------------ | ------------ | ------------ | ------------ | ------------ | ------------ | ------ | ------ | ------ | ------ | ------ | ------ | --- |
| Prima Categoria | 1     | 5       | 0       | 1       | 4       | 5       | 16      | 5            | 0            | 0            | 5            | 3            | 18           | 10     | 0      | 1      | 9      | 8      | 34     | -26 |

### Statistiche dei giocatori
| Giocatore     | Prima Categoria | Prima Categoria |
| Giocatore     | Presenze        | Reti            |
| ------------- | --------------- | --------------- |
| A. Ballini    | 10              | 0               |
| G. Belloni    | 2               | 0               |
| F. Bellosi    | 7               | 1               |
| C. Binaghi    | 10              | 2               |
| Cappellaro    | 3               | 0               |
| Ciotti        | 9               | 1               |
| L. Draga      | 6               | 0               |
| G. Guzzi      | 10              | 0               |
| G. Martinengo | 1               | 0               |
| M. Mogni      | 10              | 0               |
| Moretti       | 1               | 1               |
| L. Pedraglio  | 1               | 0               |
| L. Piatti     | 10              | 0               |
| A. Rovati     | 10              | 0               |
| Weiss         | 10              | 3               |
| J. White      | 10              | 0               |